# Black Coffee (альбом Бет Харт и Джо Бонамассы)
Black Coffee — студийный альбом американской певицы Бет Харт и блюз-рокового гитариста Джо Бонамассы, изданный 26 января 2018 года на студиях J&R Adventures и Mascot Label Group. В альбоме собраны кавер-версии классических песен в стиле соул и блюз. Альбом занял 7-е место в Великобритании и 1-е место в Нидерландах.

## История
Black Coffee — это четвёртый совместной альбом кавер-версий классических песен в стиле соул и блюз, записанный американской певицей Бет Харт и блюз-рок гитаристом Джо Бонамассой в 2018 году. Он стал продолжением успеха их трёх первых совместных работ, альбомов каверов Don’t Explain в 2011 году, Seesaw (2013) и Live in Amsterdam (2014) (Seesaw был номинирован на премию «Грэмми» в категории «Лучший блюзовый альбом 2013 года»).
Бет Харт впервые объединилась с гитаристом Джо Бонамассой в 2011 году, и это сотрудничество оказалось взаимовыгодным. Харт дала рок-ориентированному Бонамассе блюзовую основу, а гитарист привлёк внимание более широкой аудитории к вокалистке. Кроме того, из двух их студийных альбомов каверов и альбомом концертных выступлений стало ясно, что между ними существует лёгкая химия. У них схожий язык чикагского блюза и классического соула. На это лёгкое взаимодействие пара опирается и в Black Coffee, своей третьей студийной работе. Работая с продюсером Кевином Ширли — ветераном записей Black Crowes, который находится в орбите Бонамассы с 2006 года — пара отказалась от прямолинейного традиционализма в пользу чистого, красочного, ретро-вибратора.

## Отзывы
| Оценки критиков     | Оценки критиков |
| Источник            | Оценка          |
| ------------------- | --------------- |
| AllMusic            | [ 2 ]           |
| American Songwriter | [ 7 ]           |
| Blues Rock Review   | [ 8 ]           |
| Classic Rock        | [ 9 ]           |

Альбом получил положительные отзывы музыкальной критики и интернет-изданий. В рецензии от Allmusic отметили, что «основными моментами Black Coffee являются оригиналы и менее известные песни, так как они показывают, что есть много общего между свидетельством Харта и шреддингом Бонамассы. Харт будет углубляться в личные повороты корневой музыки, а Бонамасса — в блюзовые мифы, — но в этом и заключается привлекательность: Они работают над тем, чтобы поддерживать пламя, и „Black Coffee“ может стать самым эффективным свидетельством их усилий на сегодняшний день».

## Список композиций
| №                   | Название                      | Автор(ы)                                  | Оригинальный исполнитель    | Длительность |
| ------------------- | ----------------------------- | ----------------------------------------- | --------------------------- | ------------ |
| 1.                  | «Give It Everything You Got»  | Edgar Winter, Jerry LaCroix               | Edgar Winter                | 4:38         |
| 2.                  | «Damn Your Eyes»              | Barbara Wyrick, Stephen Bogard            | Etta James                  | 4:34         |
| 3.                  | «Black Coffee»                | Ike Turner, Tina Turner                   | Ike & Tina Turner           | 4:16         |
| 4.                  | «Lullaby of the Leaves»       | Bernice Petkere, Joseph Young             | Connee Boswell              | 5:44         |
| 5.                  | «Why Don't You Do Right»      | Kansas Joe McCoy                          | Lil Green                   | 4:35         |
| 6.                  | «Saved»                       | Jerry Leiber, Mike Stoller                | LaVern Baker                | 3:51         |
| 7.                  | «Sitting on Top of the World» | Walter Vinson, Lonnie Chatmon             | Mississippi Sheiks          | 3:58         |
| 8.                  | «Joy»                         | Lucinda Williams                          | Lucinda Williams            | 4:23         |
| 9.                  | «Soul on Fire»                | Ahmet Ertegun, Jerry Wexler, LaVern Baker | LaVern Baker with Orchestra | 5:02         |
| 10.                 | «Addicted»                    | Eva Engel, Klaus Waldeck                  | Waldeck                     | 3:40         |
| Общая длительность: | Общая длительность:           | Общая длительность:                       | Общая длительность:         | 44:41        |

## Чарты
| Чарт (2018)                         | Высшая позиция |
| ----------------------------------- | -------------- |
| Австралия (ARIA)                    | 72             |
| Австрия (Ö3 Austria)                | 7              |
| Бельгия/Фландрия (Ultratop)         | 18             |
| Бельгия/Валлония (Ultratop)         | 29             |
| Канада (Canadian Albums Chart)      | 98             |
| Чехия (ČNS IFPI)                    | 8              |
| Нидерланды (Album Top 100)          | 1              |
| Финляндия (Suomen virallinen lista) | 30             |
| Германия (Offizielle Top 100)       | 4              |
| Венгрия (MAHASZ)                    | 17             |
| Италия (Classifica album)           | 44             |
| Норвегия (VG-lista)                 | 14             |
| Польша (ZPAV)                       | 6              |
| Швеция (Sverigetopplistan)          | 27             |
| Швейцария (Schweizer Hitparade)     | 3              |
| Великобритания (UK Albums Chart)    | 7              |
| США (Billboard 200)                 | 63             |
| США (Billboard Top Blues Albums)    | 1              |

## Сертификации
| Регион                                                                      | Сертификация | Продажи |
| --------------------------------------------------------------------------- | ------------ | ------- |
| Польша (ZPAV)                                                               | Золотой      | 10 000  |
| Данные о продажах + прослушиваниях приведены только на основе сертификации. |              |         |